# Cambridge Analytica
Cambridge Analytica (CA) var ett brittiskt analysföretag med fokus på den politiska sfären, som använder datautvinning och dataanalys med syfte att påverka politiska val.[källa behövs] Företaget grundades 2013 och upplöstes 2018 efter att det avslöjats att de i hemlighet kunnat samla in data om miljontals personer på Facebook.

## Historia

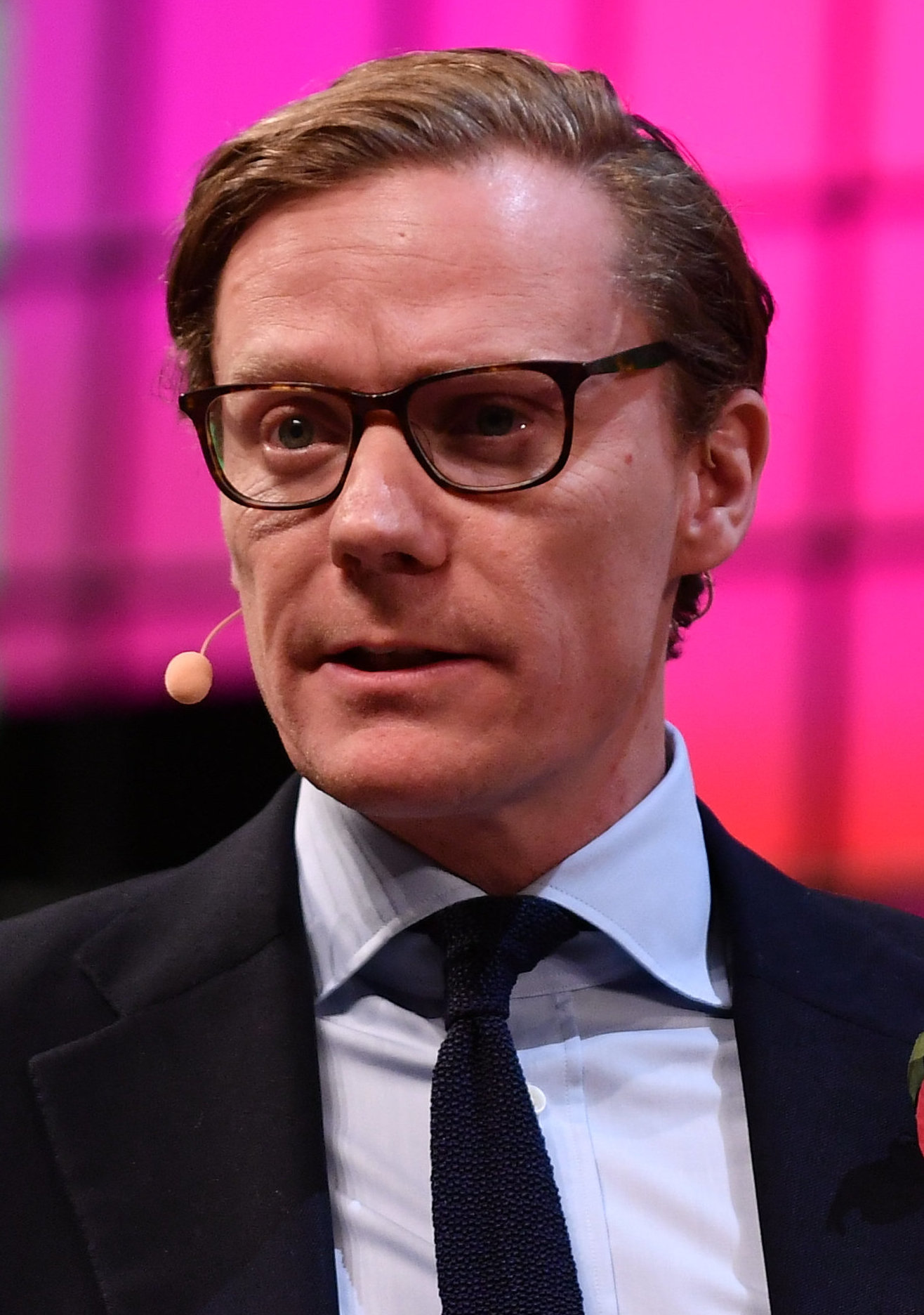
Cambridge Analyticas före detta VD, Alexander Nix.

Företaget startades 2013 av det brittiska bolaget Strategic Communications Laboratories (SCL) Group Företaget lades ner den 1 maj 2018. Tidigare har bland andra hedgefond-miljonären Robert Mercer varit en av investerarna till företaget, liksom Donald Trumps medarbetare Steve Bannon förut har varit företagets vice-VD.
Cambridge Analytica har varit inblandade i flera politiska val, inklusive Ted Cruz presidentvalskampanj och 44 andra val i USA enbart under 2014.

### Inblandningen i USA:s presidentval
2014 skapade den brittiske forskaren Aleksandr Kogan vid företaget Global Science Research ett personlighetstest vid namn "this is your digital life" på Facebook för att få tillgång till drygt 50 miljoner användares data. Även om enbart cirka 270 000 personer aktiverade Kogans Facebookapplikation och på så sätt medgav att applikationen erhöll deras persondata, samlade appen även in information om användarnas kontakter på Facebook. Kogan vidarebefordrade därefter datan till Cambridge Analytica, något som bröt mot Facebooks regler om nerladdad data, dels genom att datan även omfattade användarnas vänners data, dels genom att uppgifterna enbart skulle användas i akademiskt syfte.
Cambridge Analytica anlitades därefter av den dåvarande presidentkandidaten Donald Trumps kampanj inför valet 2016, för att ge råd till kampanjen i hur man skulle påverka väljarna baserat på den data som företaget kommit över. Om detta skrevs det i media inför och strax efter valet. Flera analyser har dock visat att Cambridge Analyticas metod inte fått den effekt som företaget hävdat. Däremot har företaget kritiserats för att med team som enbart bestod av icke-amerikanska medborgare försökt lägga sig i ett amerikanskt val, något som är förbjudet enligt amerikanska vallagar.
Situationen med datan som spridits till Cambridge Analytica blev känd för Facebook 2015, och Facebook tog då bort appen och krävde att Cambridge Analytica skulle förstöra all data. Facebook gick dock inte ut med informationen till allmänheten.
I mars 2018 gick den tidigare Cambridge Analytica-anställde Christopher Wylie ut i media med information om hur företaget agerat emot sina advokaters råd för att påverka valet. Facebooks grundare Mark Zuckerberg väntade i fem dagar med att uttala sig offentligt men annonserade då att Cambridge Analytica hade blivit portade från Facebook, och att Facebook förändrat sina rutiner för att skydda sina användares data. De har därefter begärt att Cambridge Analytica ska tillåta IT-forensikerföretaget Stroz Friedberg göra en komplett genomgång av Cambridge Analyticas data för att försäkra sig om att datan verkligen är förstörd. Cambridge Analytica har gått med på det, men menar att datan förstördes innan presidentvalet.

### Inblandningen i andra länders val
Under 2018 släppte TV-kanalen Channel 4 en film där VD:n Alexander Nix berättar inför dold kamera om hur de varit inblandade i val i omkring 200 länder, och hur de lagt fällor för politiker genom att locka in dem i komprometterande situationer. Visselblåsaren Wylie bekräftade att Cambridge Analytica varit inblandade i valprocessen i bland annat Mexiko, Malaysia, Brasilien, Kenya och Indien.
I mars 2018 utredde Storbritanniens Datainspektion ICO huruvida lämna-sidan i Brexit-valet använt Cambridge Analytica. Situationen med den dolda filmen ledde till att företaget gav Nix avsked. I slutet av mars gav Storbritanniens Högsta Domstol tillstånd att göra en husrannsakan för att undersöka Cambridge Analyticas servrar.

### Efterspel
Händelserna i början på 2018 ledde till att Cambridge Analytica upplöstes i maj 2018. Facebooks aktiekurs rasade i samband med avslöjandena och efter skandalen har företaget uppgett att de fokuserat mer på att stärka användarnas personliga integritet. Händelserna har beskrivits som en brytpunkt för allmänhetens förtroende för de stora techföretagen och ett startskott för en bredare debatt om personlig integritet på nätet.